# Колорадо Рокиз (хоккейный клуб)
Колорадо Рокиз (англ. Colorado Rockies) — бывшая профессиональная команда из Денвера, выступавшая в Национальной хоккейной лиге с 1976 по 1982 год.
Изначально клуб назывался «Канзас-Сити Скаутс» и начал выступать в НХЛ с сезона 1974/75. В 1976 году Скаутс переехали из города Канзас-Сити в Денвер и поменяли название. В 1982 году команда переехала в Ист-Ратерфорд (штат Нью-Джерси) и стала выступать под названием «Нью-Джерси Девилз». Денвер оставался без клуба НХЛ до сезона 1994/95, когда в столицу штата Колорадо перебрался клуб «Квебек Нордикс». В 1993 году название «Рокиз» перешло команде Главной лиги бейсбола. 

## Статистика
Сокращения: И = сыгранные матчи в регулярном чемпионате, В = победы, П = поражения, Н = ничьи, О = очки, ЗШ = забитые шайбы, ПШ = пропущенные шайбы, ШВ = штрафное время (мин.), Рег. чемп. = место, занятое в указанном дивизионе по итогам регулярного чемпионата, Плей-офф = результат в плей-офф
| Сезон   | И   | В   | П   | Н  | О   | ЗШ    | ПШ    | ШВ    | Рег. чемп.                   | Playoffs                                          |
| 1976–77 | 80  | 20  | 46  | 14 | 54  | 226   | 307   | 978   | 5-е место в Дивизионе Смайта | Не попали в плей-офф                              |
| 1977–78 | 80  | 19  | 40  | 21 | 59  | 257   | 305   | 818   | 2-е место в Дивизионе Смайта | Проиграли в предварительном раунде (Флайерс), 0-2 |
| 1978–79 | 80  | 15  | 53  | 12 | 42  | 210   | 331   | 838   | 4-е место в Дивизионе Смайта | Не попали в плей-офф                              |
| 1979–80 | 80  | 19  | 48  | 13 | 51  | 234   | 308   | 1,020 | 6-е место в Дивизионе Смайта | Не попали в плей-офф                              |
| 1980–81 | 80  | 22  | 45  | 13 | 57  | 258   | 344   | 1,418 | 4-е место в Дивизионе Смайта | Не попали в плей-офф                              |
| 1981–82 | 80  | 18  | 49  | 13 | 49  | 241   | 362   | 1,138 | 5-е место в Дивизионе Смайта | Не попали в плей-офф                              |
| Всего   | 480 | 113 | 281 | 86 | 312 | 1,426 | 1,957 | 6,210 |                              |                                                   |

## Капитаны
- Симон Ноле — 1976–77
- Уилф Пеймент — 1977–79
- Гари Крото — 1979–80
- Майк Кристи — 1980
- Рене Робер — 1980–81
- Лэнни Макдональд — 1981
- Роб Рэмедж — 1981–82

## Первые номера драфта
Примечание: этот список не включает выбор на драфте клуба «Канзас-Сити Скаутс».
- 1976: Пол Гарднер (11-й общий номер)
- 1977: Barry Beck (2-й общий номер)
- 1978: Майк Гиллис (5-й общий номер)
- 1979: Роб Рэмедж  (1-й общий номер)
- 1980: Поль Гане (19-й общий номер)
- 1981: Джо Сирелла (5-й общий номер)

## Клубные рекорды
- Лидер по голам в сезоне: Уилф Пеймент, 41 (1976–77)
- Лидер по передачам в сезоне: Уилф Пеймент, 56 (1977–78)
- Лидер по очкам в сезоне: Уилф Пеймент, 87 (1977–78)
- Лидер по штрафному времени в сезоне: Роб Рэмедж 201 (1981–82)
- Самый результативный защитник сезона: Барри Бек, 60 (1977–78)
- Самый результативный новичок сезона: Барри Бек, 60 (1977–78)
- Лидер по победам среди вратарей: Чико Реш, 16 (1981–82)